# Diódoto Trifão
Diódoto Trifão (em grego clássico: Διόδοτος Τρύφων) foi um rei helénico selêucida. Era natural de Casiana, uma fortaleza no território de Apameia na Síria, e fez de Apameia base de suas operações.
Como general do exército, Diódoto começou por apoiar as pretensões ao trono imperial selêucida do jovem Antíoco VI Dionísio, o filho de Alexandre Balas, em Antioquia, depois da morte de Alexandre. Algumas fontes referem que a partir de 144 a.C. Antíoco VI  delegou o poder conjuntamente a Diódoto e  Demétrio II Nicátor, o filho de Demétrio I Sóter, destronado por Alexandre. Diódoto tomou o controlo da Celessíria ou, segundo outras fontes, da Judeia, onde o seu rival Demétrio era impopular devido ao seu tratamento repressivo sobre os judeus.
A situação interna muito convulsa nos domínios selêucidas levou Diódoto a procurar avidamente aliados, pelo que em 143 a.C. recolocou no poder os hasmoneus na Judeia em troca de ajuda. Fiéis ao compromisso, diversos exércitos judeus marcharam contra Antíoco VII Sideta, de Sida, o rival de Diódoto, e contra as cidades que se lhe opunham. [carece de fontes?]
Temendo que as ambições e o poder militar do alto-sacerdote Jónatas Macabeu o fizessem perder o controlo da Celessíria, em 143 a.C. Diódoto armou uma cilada que culminou na captura de Jónatas e dos seus dois filhos e no massacre da sua guarda em Ptolemaida. Diódoto justificou esta ação alegando que Jónatas não teria pago os impostos ao tesouro real e exigiu um tributo de cem talentos em troca dos dois filhos de Jónatas. Apesar de lhe terem pago o que exigia, Diódoto não liberta os reféns, o que leva o irmão de Jónatas, Simão Macabeu, a proclamar-se chefe de Jerusalém e a esperar Diódoto na planície de Adida. Contornando a Judeia, Diodoto tenta entrar em Jerusalém pelo sul, mas a presença de Simão e o mau tempo fazem-no abandonar o projeto de tomar a cidade e a partir para Antioquia depois de ter executado Jónatas em Baskama. [carece de fontes?]
Em 142 a.C. Diódoto matou o Antíoco VI. Em 138 a.C. alegaria que Antíoco teria morrido durante uma cirurgia a que foi sujeito por ter sido ferido em combate, possivelmente para encobrir o seu crime. [carece de fontes?]
Em 138 a.C. Diódoto foi atacado e derrotado por Antíoco VII em Antioquia. . Ele foi preso na fortaleza de Coracésio (atualmente Alânia), onde se suicidou em 137 a.C.

## Consequências
Estrabão acusa Diódoto Trifão de ser o responsável pelo surgimento de uma confederação de piratas na Cilícia. Por causa da instabilidade na Cicília e na Síria, gerada pela sucessão de governantes, os piratas aproveitaram a situação para capturar pessoas e vendê-las como escravas, para o crescente mercado romano. Outras nações, como Chipre, Egito e Rodes, também aproveitaram para capturar e vender sírios.
Outro dado mencionado por Estrabão foi que Diódoto Trifão arrasou a cidade de Berito (atual Beirute), que foi, mais tarde, reconstruída pelos romanos.